# Lindsay Dick
Lindsay Dick (27 de julio de 1971) es una deportista británica que compitió en remo. Ganó una medalla de bronce en el Campeonato Mundial de Remo de 2006, en la prueba de cuatro scull ligero.

## Palmarés internacional
| Campeonato Mundial | Campeonato Mundial | Campeonato Mundial | Campeonato Mundial  |
| Año                | Lugar              | Medalla            | Prueba              |
| ------------------ | ------------------ | ------------------ | ------------------- |
| 2006               | Eton (Reino Unido) | Medalla de bronce  | Cuatro scull ligero |